# شرفات أفيلال
شرفات أفيلال وزيرة مغربية ولدت يوم 10 أكتوبر 1972 بتطوان. شغلت سابقا منصب وزيرة منتدبة مكلفة بالماء في الحكومة المغربية.

## مسارها
تخرجت من المدرسة المحمدية للمهندسين (فوج 1997)،  وانتخبت شرفات أفيلال سنة 2011 نائبة برلمانية عن مجموعة التقدم الديمقراطي، ونائبة ثامنة لرئيس مجلس النواب. وقد تم انتخاب السيدة أفيلال، وهي مهندسة بالمكتب الوطني للماء الصالح للشرب، ما بين 1994 و1999 عضوا بالمكتب الوطني للشبيبة الاشتراكية، كما شغلت منصب المكلفة بوحدة مراقبة البيئة بالمركز الوطني للطاقة والعلوم والتقنيات النووية.
التحقت أفيلال بشبيبة حزب التقدم والاشتراكية في مرحلة مبكرة من شبابها، قبل أن تصبح  سنة 2000 عضوا بالديوان السياسي للحزب،  فقد كانت الانطلاقة الأولى في إطار الشبيبة المغربية للتقدم والاشتراكية، وأول نشاط تشارك فيه كان مخيما نظم في بداية الثمانينات،  ومنذ ذلك الحين قوت ارتباطها بشبيبة التقدم والاشتراكية، ومنها ارتقت في مدارج الحزب.
تم تعينها وزيرة عن حزب التقدم والاشتراكية بعد تحالفه مع حزب العدالة والتنمية عقب فوزه في انتخابات 2011.

## قضية جوج فرنك  والشعبوية
في كانون الأول/ ديسمبر 2015 أجرى الإعلامي محمد التيجيني، بالقناة الأولى المغربية، حوارا تلفزيونيا مع الوزيرة شرفات أفيلال، وفي سؤال يتعلق بإشكالية اقتصاد الريع في المغرب، وعن راتب البرلمانيين والوزراء، ومسألة تقاعدهم من الوزارة والبرلمان. ردّت الوزيرة  بفوقية مستهجنة المسألة وواصفة الطرح ب"الشعبوية"، وهي وزيرة تنتمي لحزب واديولوجية اشتراكية كان من الأولى أن تناقش الطرح بجدية، في بلد يعرف تحديات سوسيو اقتصادية جمة. 
و قد أدى تصريح الوزيرة إلى زوبعة من الانتقادات التي أثارتها عبارة “جوج فرنك” والتي تعني “فرنكين” (2 فرنك) وهي عبارة غالبا ما تستخدم للتعبير عن ضآلة أجرة أو مبلغ مادي”. خصوصا بعد رغبة بعض البرلمانيين توريث راتب تقاعدهم لأسرهم، ذلك الراتب الذي يتقاضونه بمجرد الخروج من قبة البرلمان ولو دون بلوغ سن التقاعد المعمول به في المملكة المغربية. مما يزيد من النفقات الريعية على كاهل الدولة، مما قد يجعل المنصب البرلماني هدفا ريعيا ذو مصلحة وأهداف شخصية ذاتية للسياسيين المغاربة، أكثر منه نيابيا تمثيليا للمواطينين من خلال محاربة الفساد والرقابة السياسية على أعمال الحكومة وتمثيل المواطنين والدفاع عن المصلحة العامة بعيدا عن المصالح الشخصية الضيقة أمام التحديات والنقلة النوعية التي تعرفها المملكة المغربية والعمل على تحقيق وترسيخ مبادئ دولة الحق والقانون.
وقد قارن نشطاء في مواقع مختلفة أوضاع ومهام الوزراء والبرلمانيين في بعض دول الديموقراطيات العريقة والبرلمانيين والوزراء المغاربة.

وبعد جدل طويل، اعتذرت السيدة  شرفات عن ما بدر منها بنشرها مقال على صفحتها الخاصة في الفيسبوك.